# Estatuto de Autonomía de la Comunidad de Madrid
El Estatuto de Autonomía de la Comunidad de Madrid es la norma institucional básica de la Comunidad de Madrid, en España.

## Historia
El 14 de junio de 1982, en el Castillo nuevo de Manzanares el Real tuvo lugar el acto de constitución de la Asamblea Mixta de Diputados, en el que fue presentada la ponencia redactora del proyecto de Estatuto de Autonomía madrileño. La Asamblea estaba formada por diputados nacionales, senadores y diputados provinciales y eligió como presidente al senador José Prat. El 26 de junio de 1982, la Asamblea de Parlamentarios por Madrid y diputados provinciales aprueba por unanimidad el texto del Estatuto de Autonomía. Sin embargo, los plazos de tramitación en las Cortes Generales se alargan más de lo esperado como consecuencia de la finalización de la I Legislatura y la celebración de las elecciones generales el 28 de octubre de 1982. Debido a esto, el proyecto no se debate en el Congreso de los Diputados hasta el día 25 de enero de 1983 y en el Senado, seis días después. Se presentaron 16 enmiendas al texto, que serían aceptadas en la sesión de 27 de enero de
1983. El proyecto es aprobado definitivamente por la Cámara Baja el 22 de febrero de ese mismo año.
Fue sancionado por Juan Carlos I de España el 25 de febrero de 1983 por Ley Orgánica 3/1983 y la firma tuvo lugar en el mismo castillo donde se redactó. Finalmente, el estatuto entró en vigor el 1 de marzo de 1983. Esto significaba en la práctica que la Comunidad de Madrid asumiría las competencias y bienes patrimoniales de la Diputación Provincial y tendría voz y voto en el Consejo de Política Fiscal y Financiera. Los organismos de la Comunidad de Madrid quedaron constituidos después de las primeras elecciones autonómicas del 8 de mayo y finalmente, el 16 de junio de 1983 la Diputación Provincial desapareció como tal. Las primeras transferencias tuvieron lugar el 25 de junio. El texto contaba con sesenta y cuatro artículos, dos disposiciones adicionales, siete transitorias y una final. Tiene carácter de ley orgánica, al igual que el resto de estatutos de autonomía en España. 
Desde su promulgación ha sido reformada cuatro veces: en los años 1991, en 1994, en 1998, 
y la Modificación Ley 8/2012, de 28 de diciembre, de Medidas Fiscales y Administrativas.
En 2018 se inició un proceso para una nueva reforma, en el que se planteaba de partida la posibilidad de eliminar aforamientos, aumentar el número de circunscripciones, fijar un máximo de dos mandatos para el presidente autonómico y reducir el número de diputados, entre otros cambios. Finalmente, esta reforma no se llevó a cabo.